# Луїс Габело Конехо
Луїс Габело Конехо (ісп. Luis Gabelo Conejo, нар. 1 січня 1960, Сан-Рамон) — костариканський футболіст, що грав на позиції воротаря, зокрема за національну збірну Коста-Рики, виступаючи за яку став найкращим воротарем чемпіонату світу 1990 року.

## Клубна кар'єра
У дорослому футболі дебютував 1979 року виступами за команду «Картагінес», в якій провів шість сезонів.
Протягом 1985—1990 років захищав кольори клубу «Рамоненсе».
Своєю грою за збірну на ЧС-1990 привернув увагу представників тренерського штабу іспанського «Альбасете», до складу якого приєднався 1990 року. Відіграв за клуб з Альбасете наступні чотири сезони своєї ігрової кар'єри. Більшість часу, проведеного у складі «Альбасете», був основним голкіпером команди.
1995 року повернувся на батьківщину, де спочатку захищав кольори «Ередіано», а протягом 1996–1997 років знову грав за «Рамоненсе», після чого оголосив про припинення виступів на професійному рівні.

## Виступи за збірну
1987 року дебютував в офіційних матчах у складі національної збірної Коста-Рики.
Зірковою годиною для гравця став чемпіонату світу 1990 року в Італії, на який він поїхав у статусі основного голкіпера національної команди. Значною мірою завдяки його зусиллям костариканці досить неочікувано подолали груповий етап змагання, обігравши на ньому збірні Шотландії (1:0) та Швеції (2:1), які й залишилися поза стадією пле-оф. Зайвим свідченням важливості особистого внеску голкіпера у ці перемоги став результат гри 1/8 фіналу проти Чехословаччини, яку Конехо був змушений пропустити через травму. Костариканці, які за його присутності у воротах на груповому етапі за три гри пропустили лише два голи (по одному від шведів і бразильців), у матчі з чехословаками пропустили у свої ворота, які захищав резервний воротар Ермідіо Баррантес, відразу чотири м'ячі. Таким чином збірна Коста-Рики не змогла пробитися до чвертьфіналів, проте гра її основного воротаря не залишилася непоміченою, і по завершенні турніру саме його, разом з Серхіо Гойкочеа, воротарем фіналістів змагання аргентинців, було визнано найкращим воротарем світової першості.
Після чемпіонату світу відіграв за збірну ще один рік, був у її складі учасником розіграшу Золотого кубка КОНКАКАФ 1991 року.
Значною мірою завдяки неймовірній формі, продемонстрованій Канехо у трьох матчах ЧС-1990, він посів друге місце у списку найкращих воротарів КОНКАКАФ XX сторіччя згідно проведеного 2000 року опитування IFFHS, поступившись лише мексиканському голкіперу повоєнних років Антоніо Карбахалю.

## Титули і досягнення
- Переможець Чемпіонату націй КОНКАКАФ: 1989